# 瀬戸内美八
瀬戸内 美八（せとうち みや、1947年1月15日 - ）は、元宝塚歌劇団星組トップスター。徳島県出身。本名は桑内 瑠美子（くわうち るみこ）。宝塚歌劇団時代の愛称は本名からルミ、公称身長167センチ。現在徳島市在住。

## 経歴
1966年3月、月組公演『日本の四季／ファンタジア』で初舞台を踏む。同期に松あきら、川地民夫夫人の麻生薫（1988年死去）がいる。入団時の成績は51人中19位。1966年12月4日、花組に配属。花組時代は多くの新人公演の主役を演じた。
1971年、『人魚姫』のハインリッヒ王子役で初主演。1974年、甲にしき退団後、同期の松とともに花組主演男役を務める。
1975年、月組へ異動。主演経験者の月組異動は珍しかった。『ベルサイユのばらⅢ（東京公演）』のアンドレ、『風と共に去りぬ』のアシュレなどを演じた。また『紙すき恋歌』では主演している。
1979年、星組へ異動。鳳蘭の後を受け『アンタレスの星／薔薇パニック』で星組のトップスターに就任。当初の相手役は遥くらら。のち東千晃、姿晴香とコンビを組んだ。
1983年8月10日、宝塚を退団。最終出演公演の演目は星組公演『オルフェウスの窓 -イザーク編-』（原作『オルフェウスの窓』池田理代子、潤色・演出植田紳爾）のイザーク役。
宝塚退団後は米国留学（宝塚退団の翌日出発したという逸話を持つ）・同地でしばらく生活したのち徳島へ帰郷、起業（「ダンススタジオひまわり」など）。
芸能活動は1987年ごろより進出、生活拠点を徳島に置き続ける都合上宝塚OGイベントや西日本での仕事が中心であるが宝塚時代と遜色なきスキルを見せる。
2010年、姪・瀬戸花まり（娘役）が宝塚歌劇団96期生として入団、同年5月20日付で宙組へ配属となったことも話題となった。
2014年、古巣・宝塚歌劇団創立100周年記念で創設された『宝塚歌劇の殿堂』最初の100人のひとりとして殿堂入りを果たす。

## 宝塚歌劇団時代の主な舞台
※「歌劇」1983年8月号（宝塚歌劇団）のpp.94-98を参考にした。

### 初舞台・花組時代
- 1966年4月「日本の四季」/「ファンタジア (宝塚歌劇)」＊初舞台
- 1967年8月「海の花天女」/「燦めく星の下に」新人公演：ロバート（本役：薫邦子）（東京）
- 1968年

4月「ピラールの花祭り」/「マイ・アイドル」
9月「メナムに赤い花が散る」新人公演：ゼッタ王子（本役：甲にしき）
- 1969年1月「風の砦」弓若、新人公演：義親（本役：郷ちぐさ）
- 1970年

2月「禁じられた初恋」代役公演：紋次（本役：郷ちぐさ）/「永遠のカトレア」ジャック
7月「炎 (宝塚歌劇)」山形主水、新人公演：新三郎（本役：甲にしき）
- 1971年

4月「花は散る散る」新人公演：藤三郎狐（本役：甲にしき）/「ジョイ!」
8月「人魚姫 (宝塚歌劇)」ハインリッヒ王子/「浜千鳥 (宝塚歌劇)」
9月 アムステルダム・ストックホルム公演
11月「小さな花がひらいた」くろ/「シシリーの夕陽」バーモント伯爵、新人公演：アリーゴ（本役：甲にしき）
- 1972年2月「哀愁のナイル」セメンクカラー
- 1973年

5月「新・花かげろう」源頼信、新人公演：藤原保輔、保昌（本役：甲にしき）/「ラ・ラ・ファンタシーク」
8月「この恋は雲の涯まで」乾王陵、新人公演：源義経（本役：甲にしき）
- 1974年

1月「花のお嬢吉三」お坊吉三/「カルナバル・ド・タカラヅカ」
「虞美人」
3月 - 4月 韓信
4月 - 5月 劉邦
10月「海と太陽とファド」ペドロ/「アン・ドウ・トロワ」

### 月組時代
- 1975年

3月 - 5月「春の踊り」/「ラムール・ア・パリ」アンリ
10月 - 11月「恋こそ我がいのち」フーケ
- 1976年

5月 - 6月「スパーク&スパーク」/「長靴をはいた猫 (宝塚歌劇)」コンスタンタン
8月「ベルサイユのばらⅢ」アンドレ（東京）
11月「紙すき恋歌」弥右衛門/「バレンシアの熱い花」ロドリーゴ
- 1977年

3月 - 5月「風と共に去りぬ」アシュレ
10月 - 11月「わが愛しのマリアンヌ」ヴァレール中尉/「ボーイ・ミーツ・ガール」
- 1978年3月 - 5月 「祭りファンタジー」/「マイ・ラッキー・チャンス」
- 1979年

2月 - 3月「日本の恋詩」/「カリブの太陽」デイビッド

### 星組トップ時代
- 1979年

5月 - 6月「白夜わが愛」
9月 - 11月「アンタレスの星」(モンテ・クリスト伯)エドモン・ダンテス/「薔薇パニック」
11月 - 12月「心中・恋の大和路」忠兵衛（宝塚バウホール公演）
- 1980年

3月 - 5月「恋の冒険者たち」クリス/「フェスタ・フェスタ」
8月 - 9月「響け！わが歌」小四郎/「ファンシー・ゲーム」ヒーロー
- 1981年

2月 - 3月「小さな花がひらいた」茂次/「ラ・ビ・アン・ローズ -恋は花模様-」
4月 瀬戸内美八リサイタル「Sing,Sing,Sing!」（宝塚バウホール公演）
8月 - 9月「海鳴りにもののふの詩が」支倉常長/「クレッシェンド!」
- 1982年

1月 - 2月「ミル星人パピーの冒険」パピー/「魅惑 (宝塚歌劇)」
6月 - 8月「エーゲ海のブルース」ダニエル・サンクルール/「ザ・ストーム」
「心中・恋の大和路」（宝塚バウホール公演・再演）
- 1983年

1月 -　2月「こぶし咲く春」佐太郎/「ラブ・コネクション (宝塚歌劇)」
5月「Sing,Sing,Sing'83」（宝塚バウホール公演）
6月 - 8月「オルフェウスの窓 -イザーク編-」イザーク ※退団公演

## 宝塚歌劇団退団後の主な舞台
- 1987年 「花の西鶴浪速風流」(上方花舞台)
- 1988年

「心中天網島」
「SHOW sandwich box」(リサイタル)
- 1989年 「さらら雪ざれの明日香へ」
- 1990年

「おさん茂兵衛」
「国姓爺合戦」
- 1991年

「近松むすばれて再び」
「DISTANCE」(リサイタル)
- 1992年

「神戸ジャズ物語」
「パリの踊り娘たち」
- 1993年 「浪速繁盛　西鶴草子」(上方花舞台)
- 1994年 「奇跡の人」(夜想会公演)
- 1996年 「ザ・ブロードウェイ・レディース」
- 1997年

「THE　CLUB」
「祭りファンタジー」
「霧の宇治　恋の浮橋」(上方花舞台)
- 1999年 「心中・恋の大和路」
- 2000年

「宵待草」
「阿修羅のごとく」
- 2001年

「心中・恋の大和路」
「桜祭り狸御殿」
「恋の浮舟　まぼろしの宇治」(上方花舞台)
「ブリリアント」
- 2002年

「シンデレラ」
「恋の浮舟　まぼろしの宇治」(三越名人会)
「吉﨑憲治オリジナルコンサート」
「ブリリアントⅡ」
- 2003年

「桜吹雪狸御殿」
「寺田瀧雄メモリアルコンサート」
「レ・ミゼラブル」
「シンデレラ」
- 2004年

「レ・ミゼラブル」
「近松幻想～ひとり芝居～」
「桜吹雪狸御殿」
「レ・ミゼラブル　コンサート」
「マイ・ミラージュ」
「レ・ミゼラブル　コンサート」（地方公演）
- 2005年

「レ・ミゼラブル」
「Ｍｉｙａ　Ｓｅｔｏｕｃｈｉ　Ｓｕｍｍｅｒ　Ｌｉｖｅ」
「近松幻想～ひとり芝居～」
- 2006年 「レ・ミゼラブル」
- 2007年

「心中・恋の大和路」
「レ・ミゼラブル」
「近松幻想～ひとり芝居～」
- 2008年

「耳かきお蝶」
- 2010年

「阿国歌舞伎」
- 2010年

「ベルばらから次郎長へ　勢揃い、清水港　次郎長三國志」

## 宝塚歌劇団時代の受賞歴
※「歌劇」1983年8月号（宝塚歌劇団）のpp.94-98を参考にした。
新人賞
- 1969年1月「風の砦」弓若

努力賞
- 1970年

2月「禁じられた初恋」代役公演：紋次
7月「炎」山形主水
- 1971年

4月「ジョイ!」
8月「人魚姫」ハインリッヒ王子
- 1973年5月「ラ・ラ・ファンタシーク」
- 1974年

3月 - 4月「虞美人」韓信
10月「アン・ドウ・トロワ」
- 1975年

3月 - 5月「ラムール・ア・パリ」アンリ
演技賞
- 1974年4月 - 5月「虞美人」劉邦
- 1975年

5月 - 6月「長靴をはいた猫」コンスタンタン
11月 - 12月「紙すき恋歌」弥右衛門
芸術祭優秀賞
- 1981年8月 - 9月「海鳴りにもののふの詩が」支倉常長/「クレッシェンド!」（東京）

## ディスコグラフィー
- フェアウェル タカラヅカ 瀬戸内美八さよならショー

(LP・TMP1046)
その他
宝塚歌劇 実況LPなど
多数

## その他
- 2010年12月25日「NHKラジオ第1放送・ラジオ深夜便　人生わたし流」ゲスト
- 宝塚歌劇100周年　夢の祭典『時を奏でるスミレの花たち』(2014年）